# Diceros bicornis bicornis
Diceros bicornis bicornis is een ondersoort van de zwarte neushoorn. De ondersoort wordt vaak gelijkgesteld aan Diceros bicornis occidentalis of Diceros bicornis minor  (onder meer door het IUCN), maar het gaat om een andere ondersoort, die rond 1850 is uitgestorven aan overbejaging en habitatverlies. Het was de grootste ondersoort.
De ondersoort kwam ooit veelvuldig voor van Kaap de Goede Hoop tot Transvaal in Zuid-Afrika en waarschijnlijk ook in Zuid-Namibië.